# Aeroportul Portorož
Aeroportul Portorož (IATA: POW, ICAO: LJPZ) este un aeroport din Comuna Piran, Slovenia ce deservește zona Portorož. Aeroportul a fost tranzitat în 2019 de 28.881 de pasageri. A fost deschis în 1962.
Situat la o altitudine de 2 m, aeroportul dispune de 1 pistă.

## Infrastructură

### Piste
Aeroportul dispune de o singură pistă. Pista are orientarea 15/33. 